# 太郎山 (栃木県)
太郎山（たろうさん）は、栃木県日光市にある標高2,368mの火山。日本三百名山のひとつ。

## 概要
太郎山は那須火山帯日光火山群に属する標高2,367.5mの火山。男体山の北西、女峰山の西南西、戦場ヶ原の北東の方角にある独立峰である。かつては旧・日光市と旧・栗山村（現在は日光市に合併）との境とされていた。
太郎山の山体は成層火山、頂上部は石英安山岩の溶岩ドームと考えられている。いずれも第四紀火山である。
太郎山という山名は、この山が、男体山と女峰山の間にできた「長男」とみなされたことによるものと考えられ、この「夫婦」の間には、別に大真名子山、小真名子山も｢うまれて」いる。
太郎山は古くから山岳信仰の対象であり、山自体がご神体（太郎山権現）として登拝の対象となったほか、男体山・女峰山とともに日光三山を形成し、日光修験においても重要な役割を果たした。太郎山権現は、男体山（二荒山権現）、女峰山（瀧尾権現）とともに、日光三所権現の一角をなしている。寛永年間には月山神社（月読命）が勧請され、月山詣での行人も多かった。現在でも、頂上には太郎山神社（祭神・味耜高彦根命）がある。
また、林羅山の『二荒山神伝』によると、太郎山には有宇中将の子である馬王が新宮太郎明神として祀られているとされる。類似の伝承が朝日長者の伝説に見られる。
山麓部にはミズナラ、ブナ、カンバなどの広葉樹が繁茂しているが、山腹より頂上部にかけては主にコメツガの針葉樹林となっており、ほかにシラビソ、オオシラビソなどの針葉樹が交じっている。
山頂の南側、標高2280m付近の旧火口跡の凹地はかつて湿地であった草原があり、花は少ないながらも、ハクサンフウロ、ウスユキソウ、ホソバイワベンケイなどの高山植物の花が咲いているため、お花畑という場所名が付いている。
太郎山の志津峠からの登山道には日光三嶮のひとつに数えられている『新薙』（太郎山の山肌にある薙、ガレ場の名称）がある。この新薙では、薙の脇の岩を登り（下り）、山頂近くから山麓に向け崩落している薙（ガレ場）を渡る。新薙は男体山から北側に下りた志津峠と太郎山花畑の間の登山道に在り、志津峠から新薙に入ると、笹が生い茂る草原の後、ダケカンバ、ツガ、カラマツ、シラビソ、シャクナゲなどの中を進むこととなる。
太郎山登山道はこのほか山王峠の山王帽子山登山口から山王帽子山を経て小太郎山、太郎山と至るコースと、光徳温泉からハガタテを経て小太郎山、太郎山と登るコースがある。ハガタテを経るコースは崩壊が激しく通行禁止となっている。

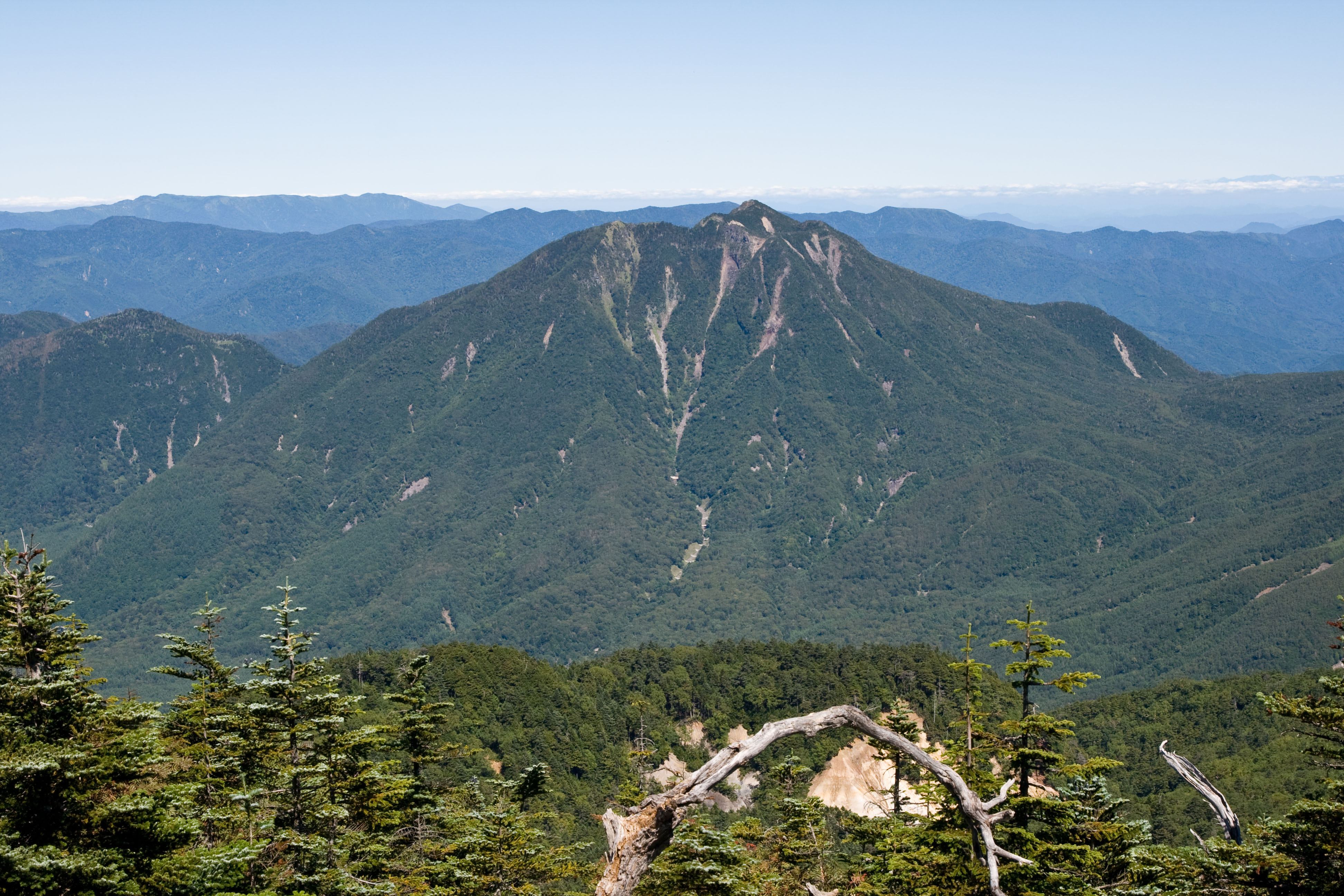
西から
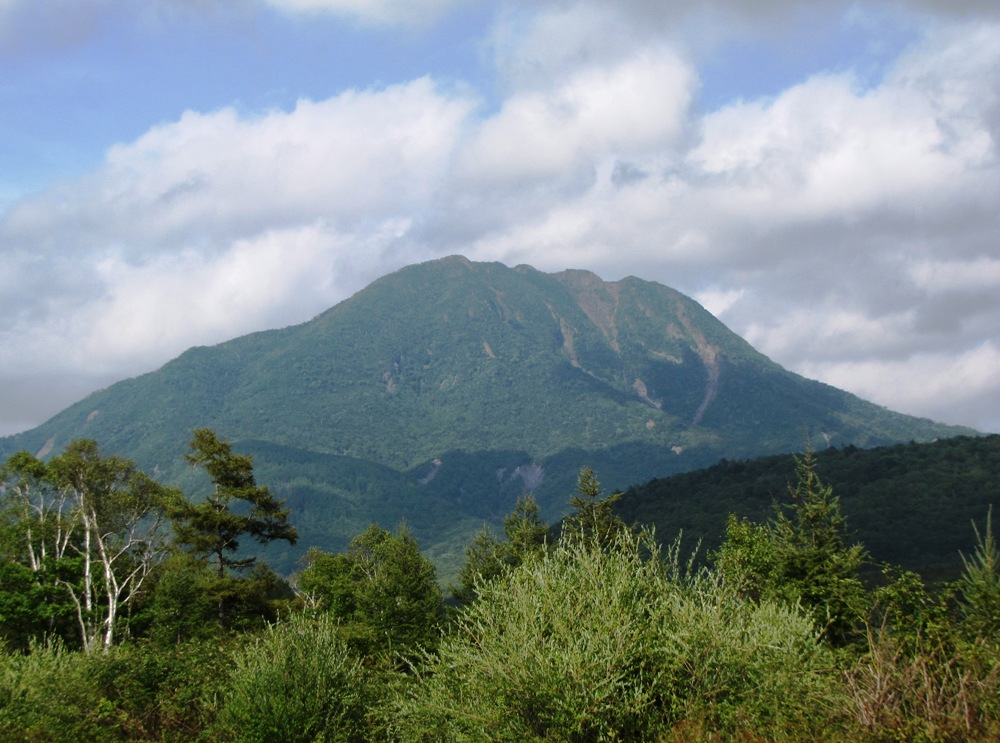
赤沼から
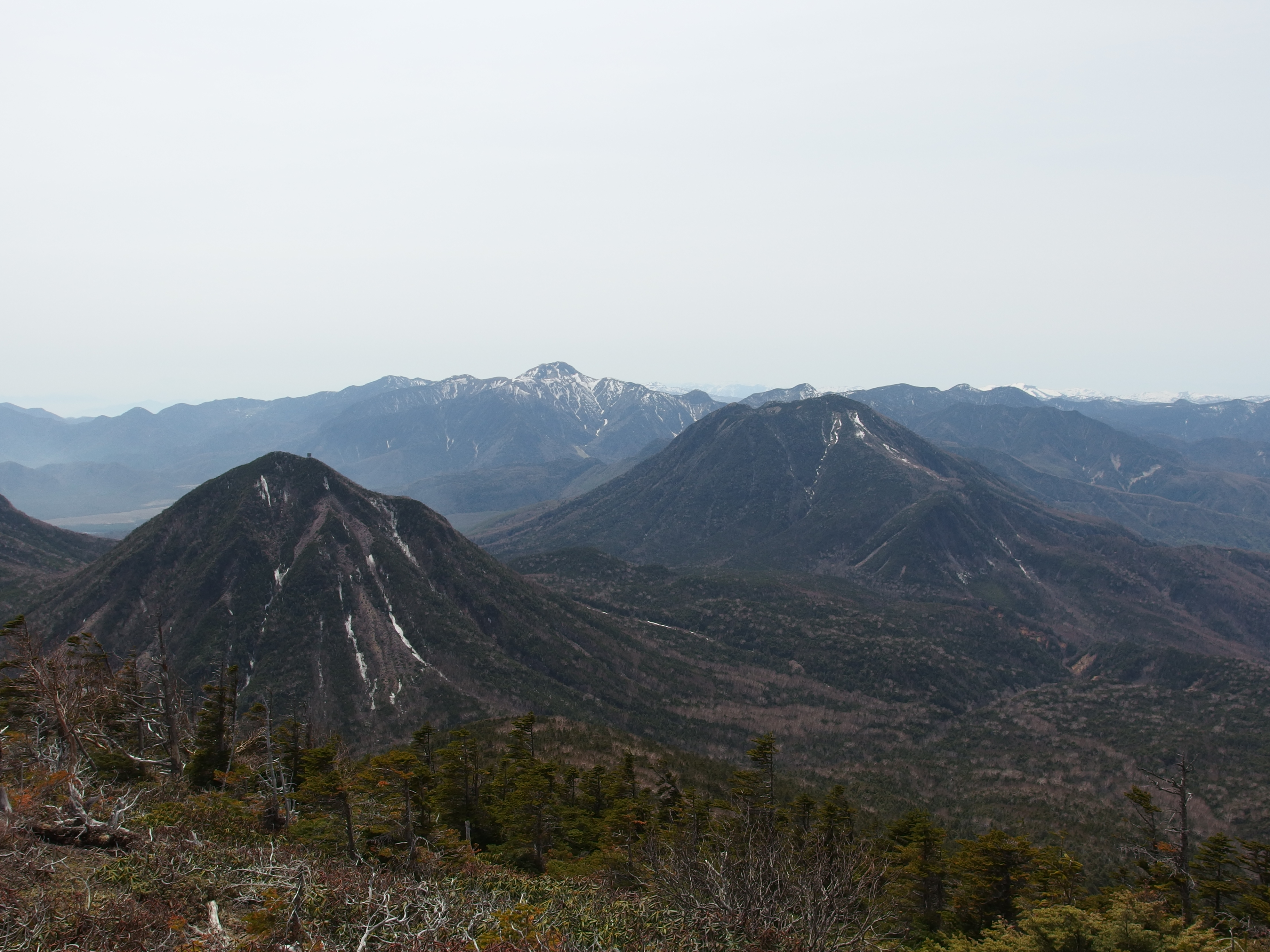
小真名子山(左)と太郎山(中)
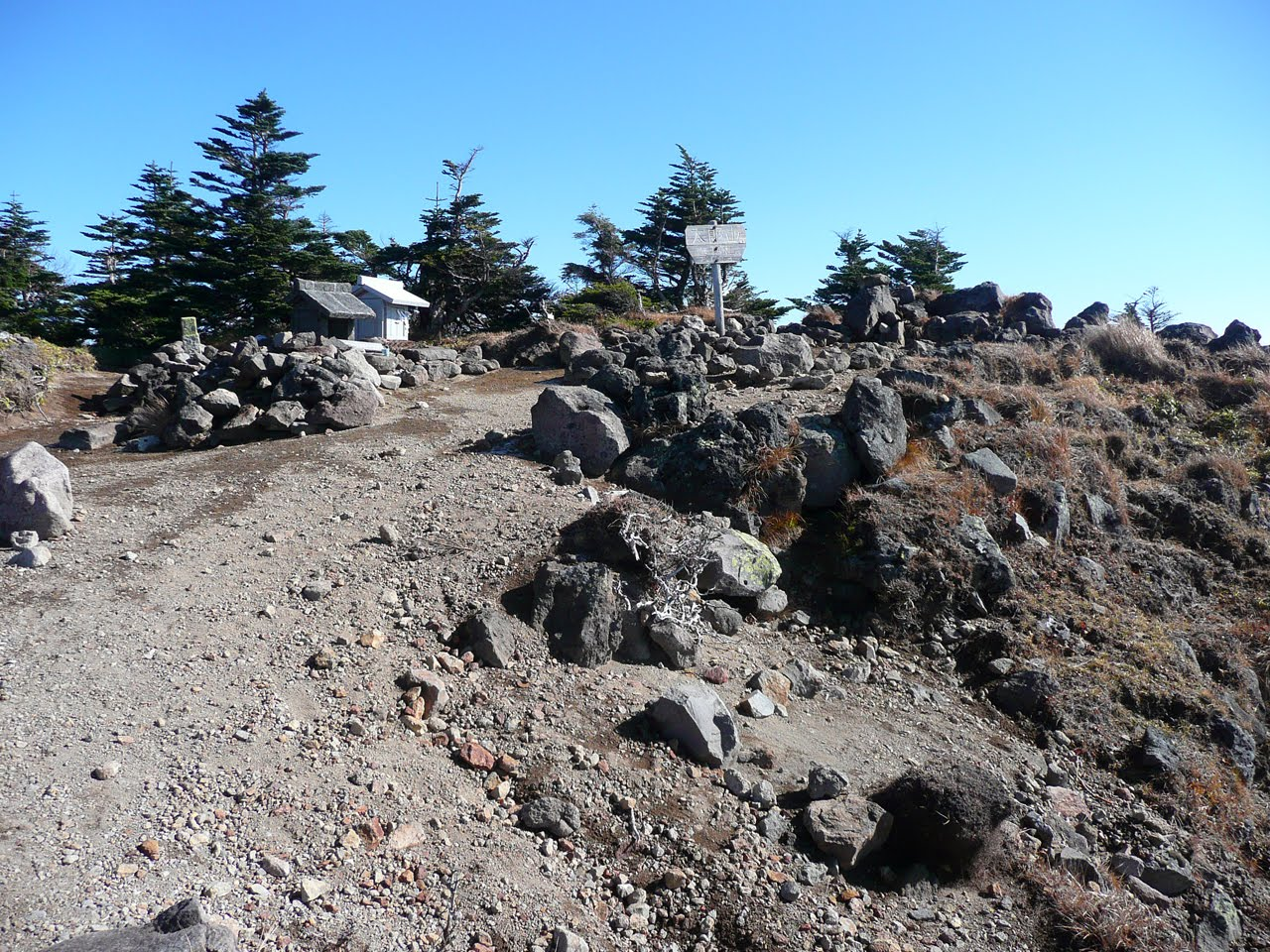
山頂

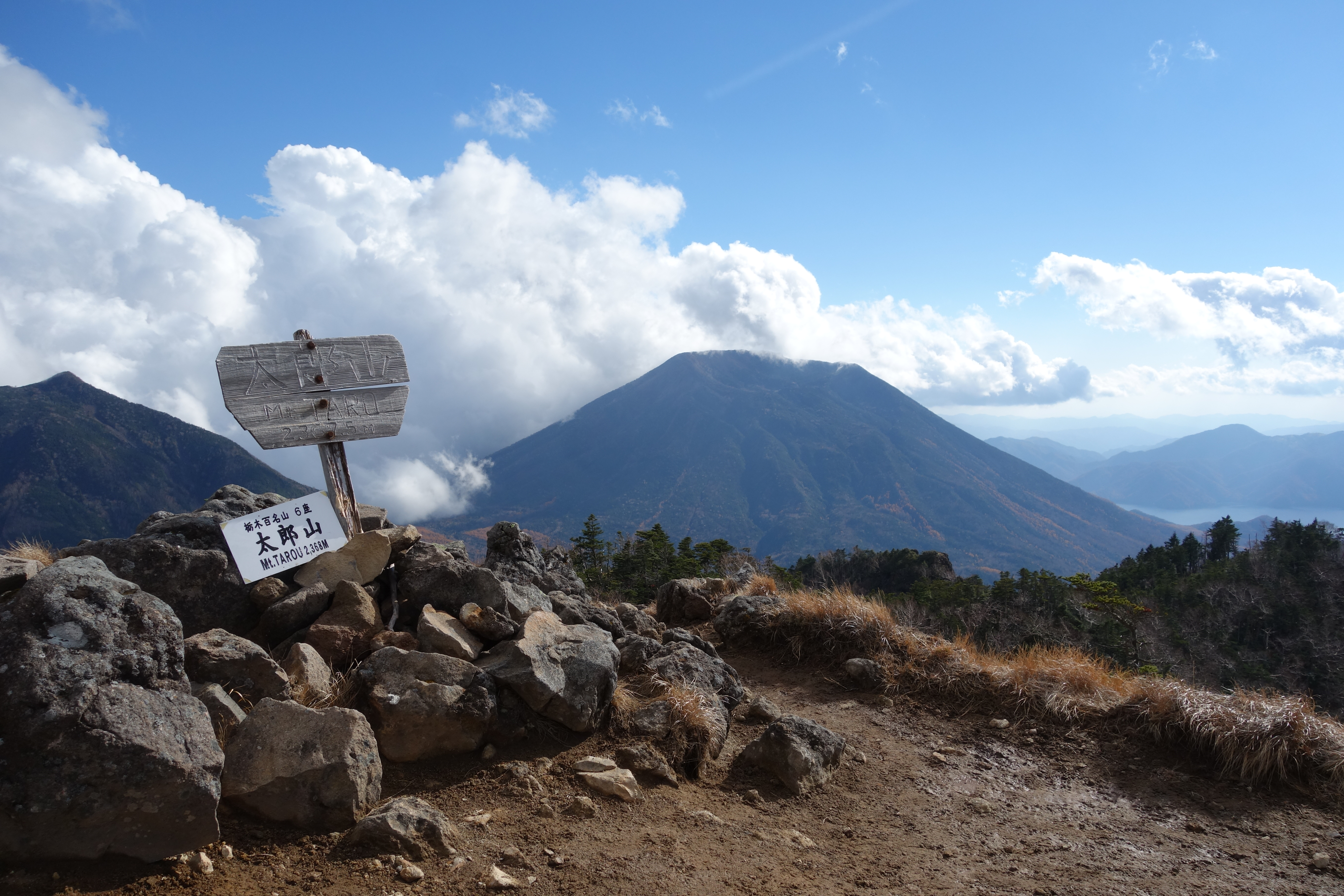
太郎山からの男体山と中禅寺湖
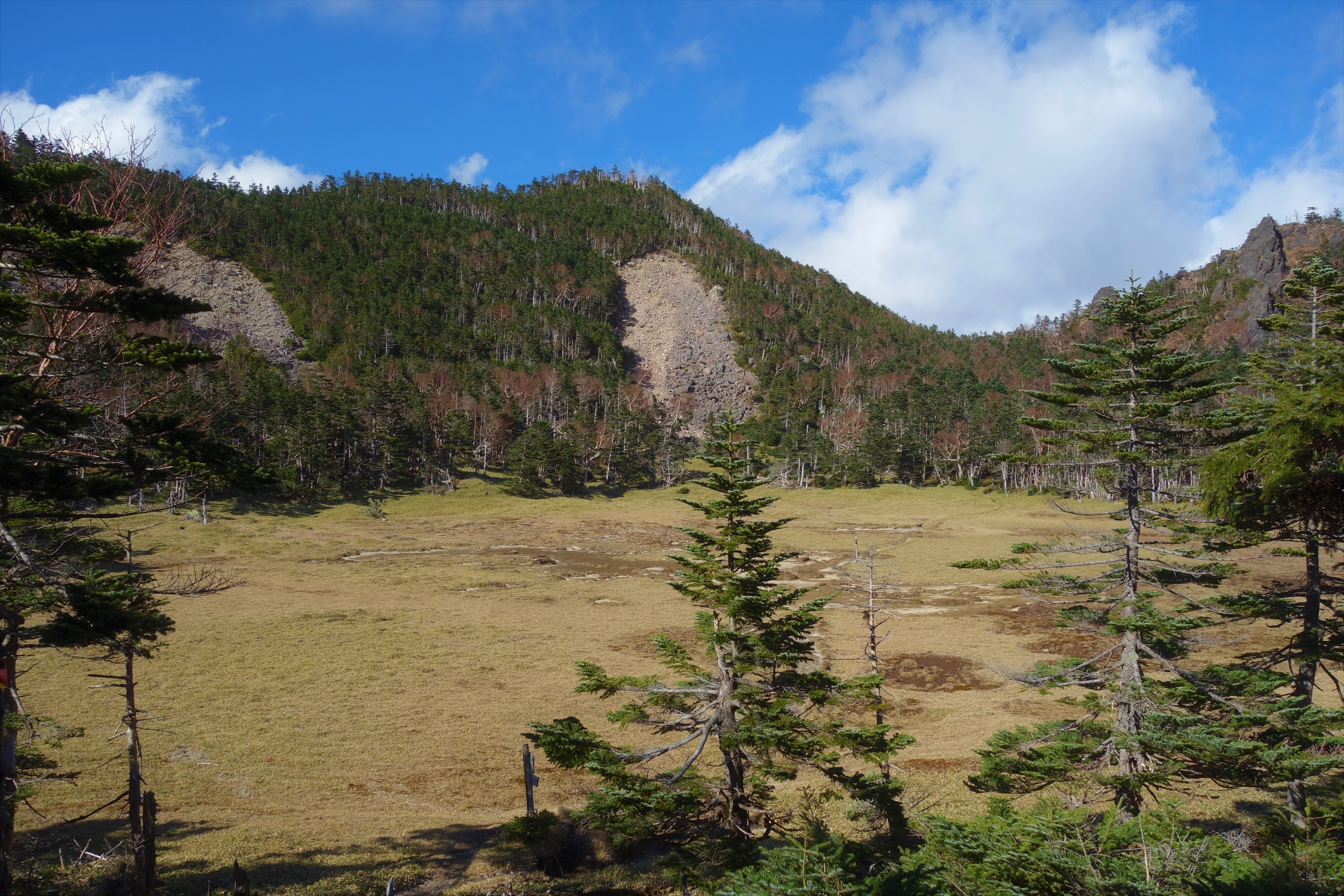
太郎山のお花畑
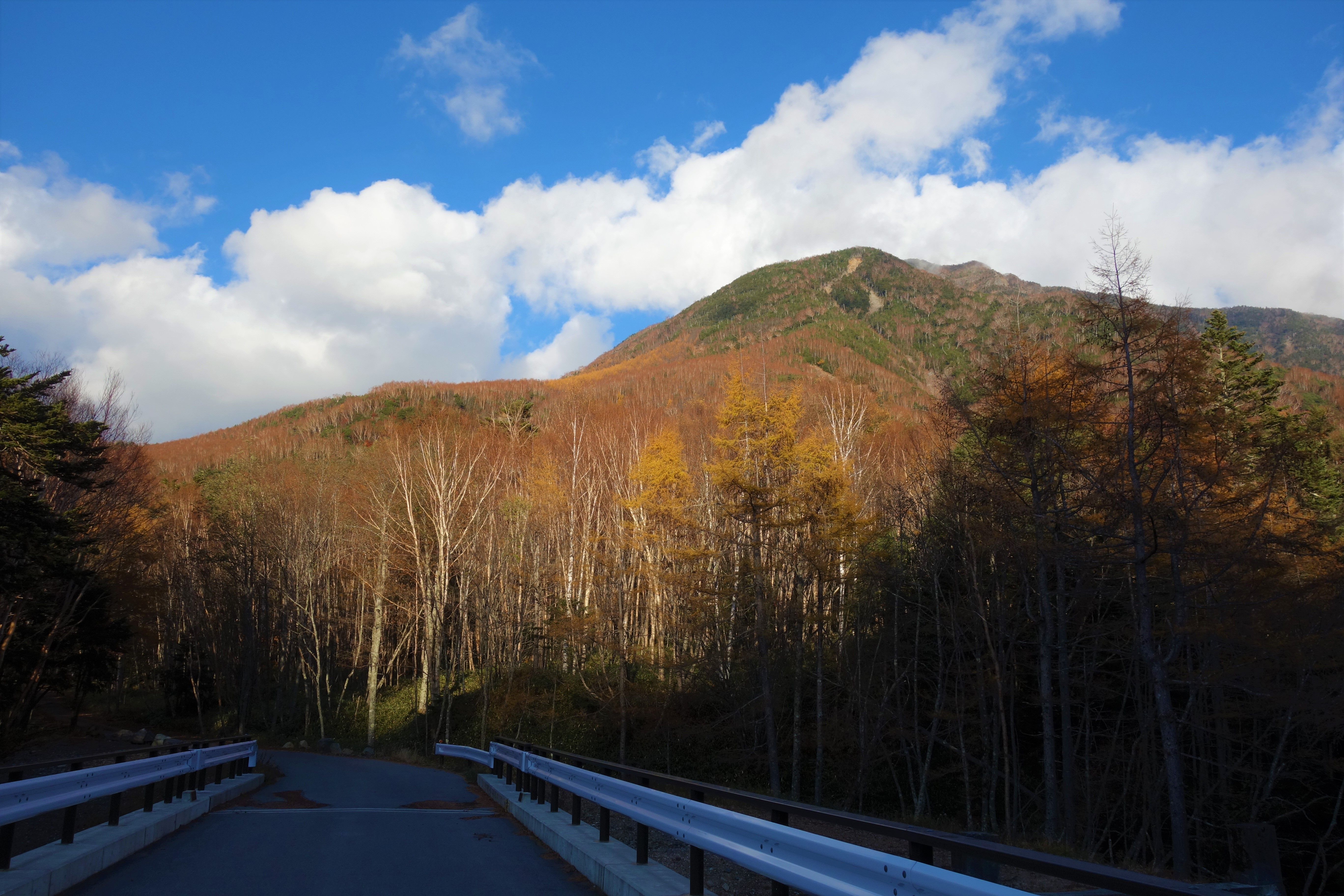
裏男体林道からの大真名子山
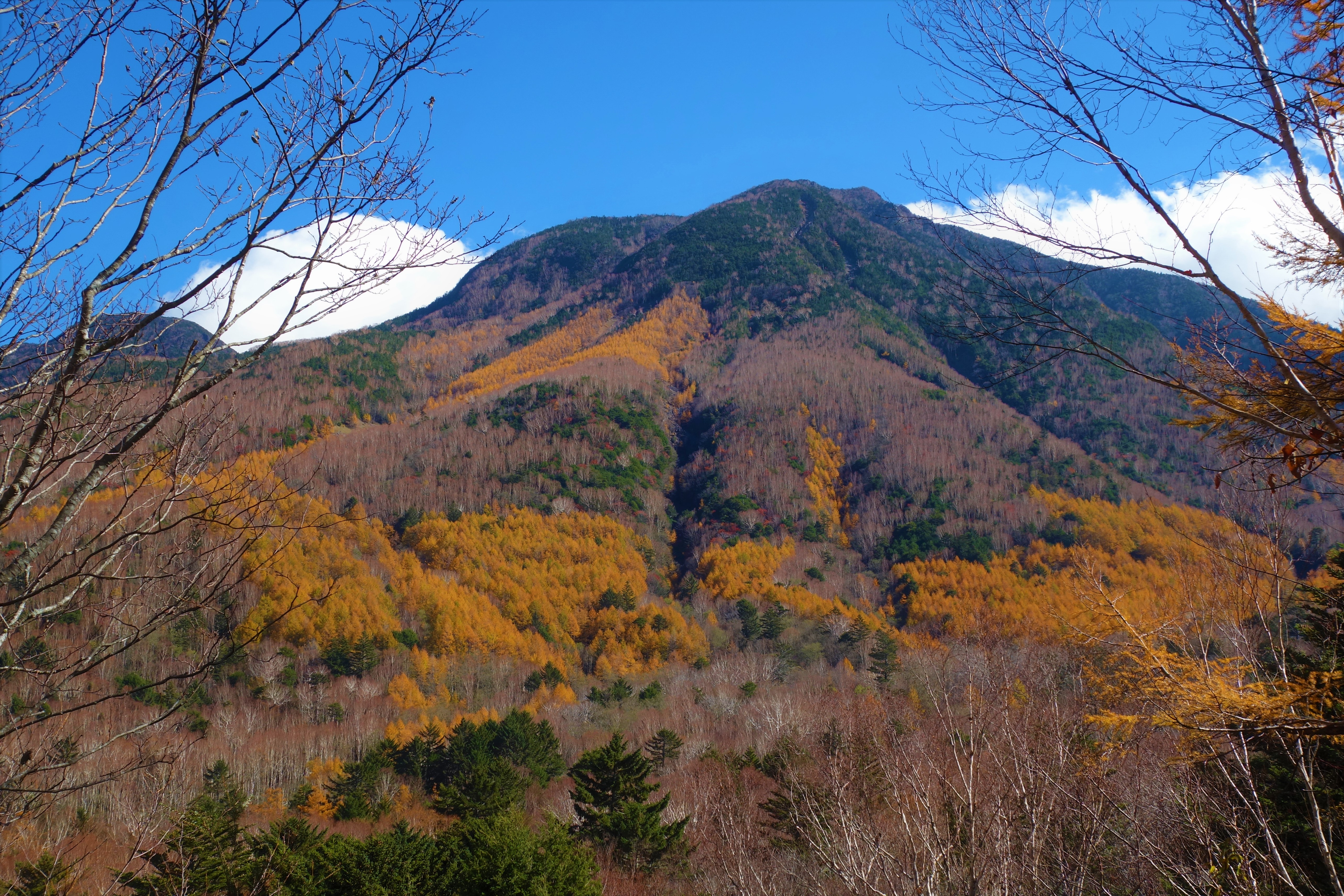
太郎山の紅葉（広葉樹と針葉樹の植生が分かれている）

## 付近の山
- 男体山
- 大真名子山
- 小真名子山
- 帝釈山
- 女峰山
- 山王帽子山
- 於呂倶羅岳